# 1401
1401 (MCDI) fue un año común comenzado en sábado del calendario juliano.
Es el primer año del siglo XV.

## Acontecimientos
- Se publican las ordenanzas que regulan el consumo del agua de la Cacera del río Cambrones por parte de la Noble Junta de Cabezuelas.
- Comienza a construirse la Catedral de Sevilla sobre el solar que quedó tras la demolición de la antigua Mezquita Aljama.

## Arte y literatura
- Lorenzo Ghiberti gana el concurso para decorar las segundas puertas del baptisterio de la catedral de Florencia.

## Nacimientos
- 12 de mayo: Emperador Shōkō, emperador japonés (f. 1428).
- 23 de julio: Francesco Sforza, noble italiano (f. 1466).
- 27 de octubre: Catalina de Valois, reina consorte inglesa (f. 1437).
- 14 de noviembre: María de Castilla, reina consorte de Aragón (f. 1458).
- 26 de noviembre: Enrique Beaufort, noble inglés (f. 1418).
- 21 de diciembre: Masaccio, pintor italiano (f. 1428).

## Fallecimientos
- 25 de mayo: María de Sicilia, reina de Sicilia.
- Anabella Drummond, reina consorte de Escocia.
- Gonzalo de Mena y Roelas, noble y clérigo español.